# Metacrinus levii
Metacrinus levii is een zeelelie uit de familie Isselicrinidae.
De wetenschappelijke naam van de soort werd in 1990 gepubliceerd door Améziane-Cominardi.